# Robert de Nesle
Pour les articles homonymes, voir Nesle (homonymie).
Robert de Nesle est un producteur de cinéma français né le 1er août 1906 à Rouen et mort le 21 avril 1978 à Paris.

## Biographie
Sous Vichy, il est directeur du Comptoir français du film documentaire et gère un corpus de plus de 100 films.
Après-guerre, il produit trois films importants : Le Mandat d'Ousmane Sembène, Dupond Barbès d'Henri Lepage et le Judex de Georges Franju, parmi une kyrielle de films français (de toutes sortes, nanars avec Raymond Devos, ou Galabru), péplums de Cottafavi, et films d'espionnage franco-italiens tournés en série, de Maurice Cloche à Riccardo Freda et Jesús Franco, fourre-tout où l'on trouve des pépites, en pagaille, certains devenus aujourd'hui des films culte. Il produit ainsi Jess Franco au cours des années 1970, sans répit, sous le pseudonyme commun de Clifford Brown, emprunté par J. Franco au musicien de jazz, enregistré officiellement au nom de R. de Nesle.
À son actif, une version de La Porteuse de pain de Maurice Cloche, sa deuxième version, avec Suzanne Flon, et le film d'Ali Ghalem : Mektoub.
Il est le propriétaire du Comptoir français de productions cinématographiques (CFPC). 
Le CFF (Comptoir Français du Film) société de distribution de Robert de Nesle, a sorti un nombre de films Bis incalculable, tous genres confondus, à commencer par les films d'aventures et les péplums.
Il meurt le 21 avril 1978 en son domicile dans le 16e arrondissement de Paris.

## Filmographie
Productions, coproductions, distribution
- 1951 : Mon ami le cambrioleur d'Henri Lepage
- 1951 : Et ta sœur d'Henri Lepage
- 1951 : Dupont Barbès d'Henry Lepage avec Madeleine Lebeau
- 1952 : Fortuné de Marseille d'Henri Lepage et Pierre Méré
- 1952 : La Danseuse nue de Robert Florat et Pierre-Louis
- 1953 : Rires de Paris d'Henri Lepage
- 1953 : Soyez les bienvenus de Pierre-Louis
- 1953 : Mandat d'amener de Pierre-Louis
- 1954 : Le Vicomte de Bragelonne (Il Visconte di Bragelonne) de Fernando Cerchio
- 1956 : Lorsque l'enfant paraît de Michel Boisrond
- 1957 : Marchands de filles de Maurice Cloche
- 1958 : Prisons de femmes de Maurice Cloche
- 1959 : Bal de nuit de Maurice Cloche
- 1959 : Le travail c'est la liberté de Louis Grospierre avec Raymond Devos
- 1959 : La Terreur des barbares de Carlo Campogalliani avec Steve Reeves, Chelo Alonso
- 1960 : Touchez pas aux blondes de Maurice Cloche avec Jany Clair, Michel Barbey, Philippe Clay, Claudine Coster, Anne Carrère, Dario Moreno
- 1960 : Les Légions de Cléopâtre (Le legioni di Cleopatra) de Vittorio Cottafavi avec Linda Cristal, Georges Marchal
- 1961 : La Vengeance du masque de fer de Fernando di Feo avec Michel Lemoine, Wandisa Guida
- 1962 : Le Cri de la chair de José Bénazéraf avec Michel Lemoine, Sylvia Sorrente, Monique Just (Distribution)
- 1962 : Le Retour du fils du cheik (Il figlio dello sceicco) de Mario Costa
- 1962 : Le Monstre aux yeux verts (I pianeti contro di noi) de Romano Ferrara avec Michel Lemoine
- 1963 : La Porteuse de pain de Maurice Cloche avec Suzanne Flon, Philippe Noiret, José Greci, Jeanne Valérie, Michel Lemoine
- 1963 : Judex de Georges Franju
- 1963 : La Drogue du vice de José Bénazéraf  (Distribution)
- 1965 : Les Deux orphelines de Riccardo Freda
- 1965 : L'Enfer sur la plage de José Bénazéraf (Distribution)
- 1965 : Mission spéciale à Caracas de Raoul André avec Jany Clair, Roland Carey, Michel Lemoine, Yvonne Monlaur, Louise Carletti, Christa Lang, Alain Gottvallès, Willy Braque, Mireille Granelli
- 1966 : Roger la Honte de Riccardo Freda
- 1966 : L'Homme de Mykonos de René Gainville
- 1967 : Les Trois fantastiques supermen (I fantastici tre supermen) de Gianfranco Parolini
- 1967 : Coplan sauve sa peau d'Yves Boisset avec Claudio Brook, Margaret Lee, Hans Meyer, Jean Servais
- 1968 : Le Mandat de Ousmane Sembène
- 1969 : Aux frais de la princesse de Roland Quignon avec Francis Blanche, Marthe Mercadier, Jean Poiret, Michel Galabru, Milarka Nervi, Pierre Doris, Henri Tisot
- 1968 : Hallucinations sadiques de Roy Korman (Jean-Pierre Bastid) avec Daniel Gélin, Anouk Ferjac, Sabine Sun, Michel Subor, R. J. Chauffard (Coproduction)
- 1970 : Mektoub d'Ali Ghalem
- 1970 : La Philosophie dans le boudoir de Jacques Scandelari et Jean-Pierre Deloux
- 1970 : Les Cauchemars naissent la nuit de Jesús Franco avec Soledad Miranda (Coproduction)
- 1971 : Une vierge chez les morts vivants (Christina, princesse de l'érotisme) de Jesús Franco avec Christina Von Blanc, Britt Nichols, Howard Vernon, Anne Libert (Coproduction)
- 1971 : Dracula, prisonnier de Frankenstein de Jess Franco avec Dennis Price, Howard Vernon, Britt Nichols, Fernando Bilbao, Josiane Gibert, Luis Barboo
- 1972 : 3 filles nues dans l'île de Robinson (Robinson und seine wilden Sklavinnen) de Jesús Franco
- 1971 : Les Démons de Jess Franco
- 1972 : Les Expériences érotiques de Frankenstein de Jess Franco avec Dennis Price, Howard Vernon, Alberto Dalbes, Anne Libert, Fernando Bilbao, Luis Barboo
- 1972 : Quartier de femmes (Los amantes de la isla del diablo) de Jesús Franco
- 1972 : La Fille de Dracula de Jess Franco avec Britt Nichols, Howard Vernon
- 1972 : Les Ébranlées (La maison du vice) de Jess Franco avec Montserrat Prous, Anne Libert, Howard Vernon
- 1972 : Le Journal intime d'une nymphomane de Jesús Franco avec Montserrat Prous, Anne Libert
- 1973 : Un capitaine de quinze ans de Jess Franco avec José Manuel Marcos, Armand Mestral, Marc Cassot, William Berger, Howard Vernon
- 1973 : Plaisir à trois de Jesús Franco avec Howard Vernon, Tania Busselier, Alfred Baillou, Alice Arno
- 1973 : Le Miroir obscène  (Le Miroir obscène des femmes obscènes) originellement : Al otro lado del espejo, Outre-Tombe (De l'autre côté du miroir)  de Jess Franco avec Emma Cohen, Howard Vernon
- 1973 : Les Expériences érotiques de Frankenstein (La maldición de Frankenstein) de Jesús Franco
- 1973 : Maciste et les gloutonnes de Jess Franco avec Val Davis, Alice Arno, Robert Woods, Howard Vernon, Pamela Stanford, Richard Bigotini
- 1974 : Célestine, bonne à tout faire de Jesús Franco avec Lina Romay, Howard Vernon, Pamela Stanford, Jean-Pierre Bouyxou, Richard Bigotini
- 1974 : Les Possédées du diable (Lorna l'exorciste) de Jesús Franco avec Pamela Stanford, Guy Delorme, Lina Romay, Jacqueline Laurent, Howard Vernon - Tourné à la Grande-Motte en construction
- 1975 : Prostitution clandestine d'Alain Payet avec Claudine Beccarie, Sylvia Bourdon, Tania Busselier, Pamela Stanford
- 1975 : Les Chatouilleuses (Les Nonnes en folie) de Jesús Franco avec Pamela Stanford, Lina Romay, Willy Braque - Tourné au Portugal
- 1975 : Les Grandes emmerdeuses (Les Petites vicieuses font les grandes emmerdeuses) de Jesús Franco avec Pamela Stanford, Lina Romay, Willy Braque - Tourné au Portugal
- 1975 : L'Homme le plus sexy du monde (Le Jouisseur) de Jess Franco avec Fred Williams, Pamela Stanford, Lina Romay - Tourné au Portugal
- 1977 : Le Cabaret des filles perverses (Das Frauenhaus) de Jesús Franco avec Pamela Stanford, Guy Delorme. Coproduction avec Erwin C. Dietrich.
- 1977 : Lola 77 de Paolo Moffa avec Anne Libert, Pamela Stanford. Coproduction avec Paolo Moffa.

Réalisateur
- 1954 : Après vous, duchesse
- 1975 : Les Théâtres érotiques de Paris (signé Robert Hughe)